# Houghton Library

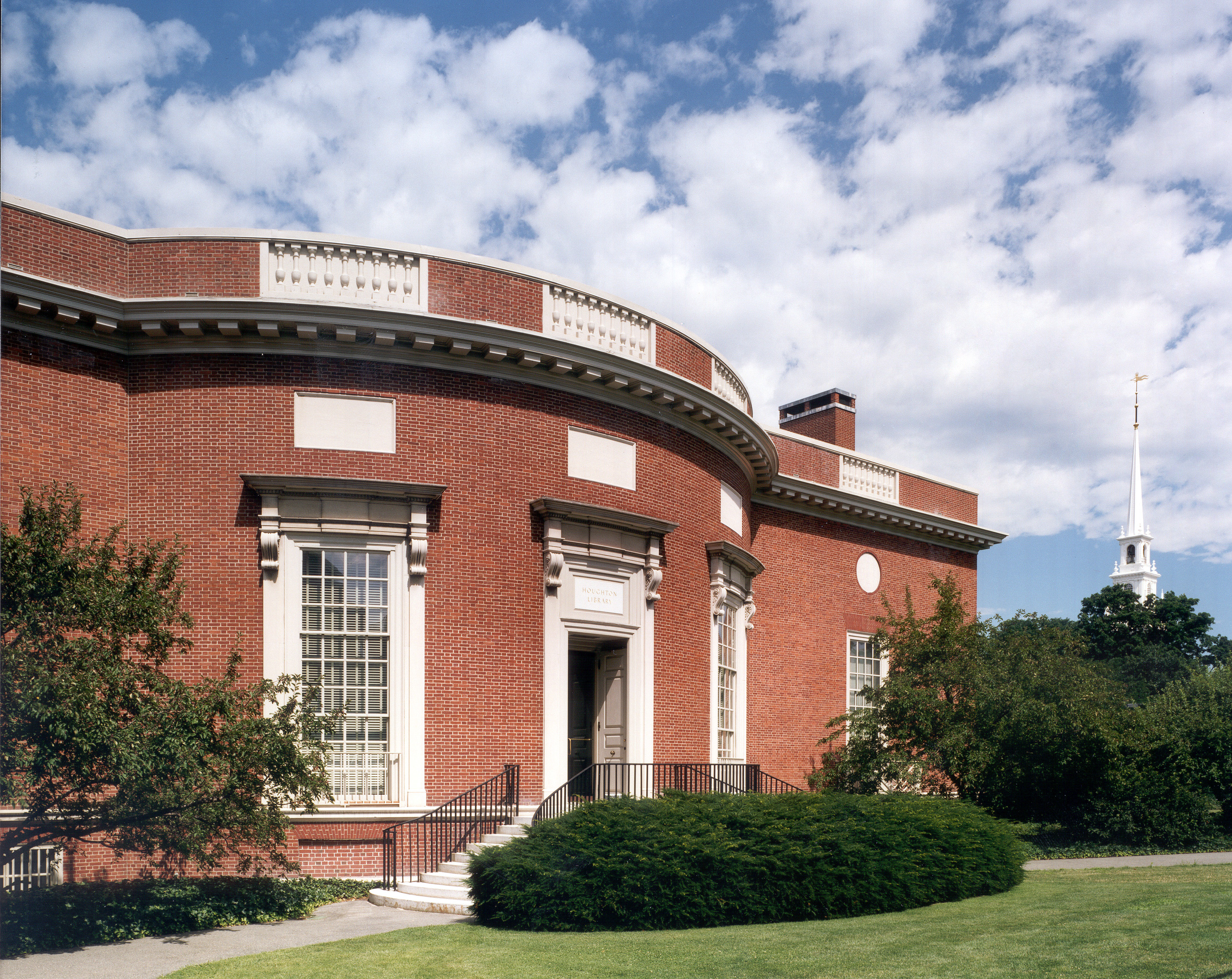
Houghton Library

Die Houghton Library (Houghton-Bibliothek) in Cambridge (Massachusetts) ist eine der Bibliotheken der Harvard University. Sie eine von über siebzig Bibliotheken, die zu deren Bibliothekssystem gehören und befindet sich im Süden des Harvard Yard in der Nähe der Widemer Library. Die Bibliothek ist nach dem US-amerikanischen Industriellen und Philanthropen Arthur A. Houghton, Jr. benannt und wurde 1942 insbesondere für wertvolle Buchbestände und zur Entlastung der Widener Library – das Hauptgebäude des Bibliothekssystems der Harvard University Library – eröffnet. Die Houghton Library beherbergt seltene Bücher, Manuskripte, Archive und andere Primärquellen und ist Harvards Hauptverwahrungsort für seltene Bücher und literarische Manuskripte, Archive für Literatur und darstellende Künste und mehr.
In ihrer Sammlung Modern Books and Manuscripts (Moderne Bücher und Manuskripte) beispielsweise befinden sich die gesammelte Materialien von 1800 bis in die Gegenwart, darunter die Papiere und Bibliotheken von Emily Dickinson, John Keats, Leo Trotzki, Gore Vidal, John Updike, Amy Lowell und vielen anderen.

## Sammlungen

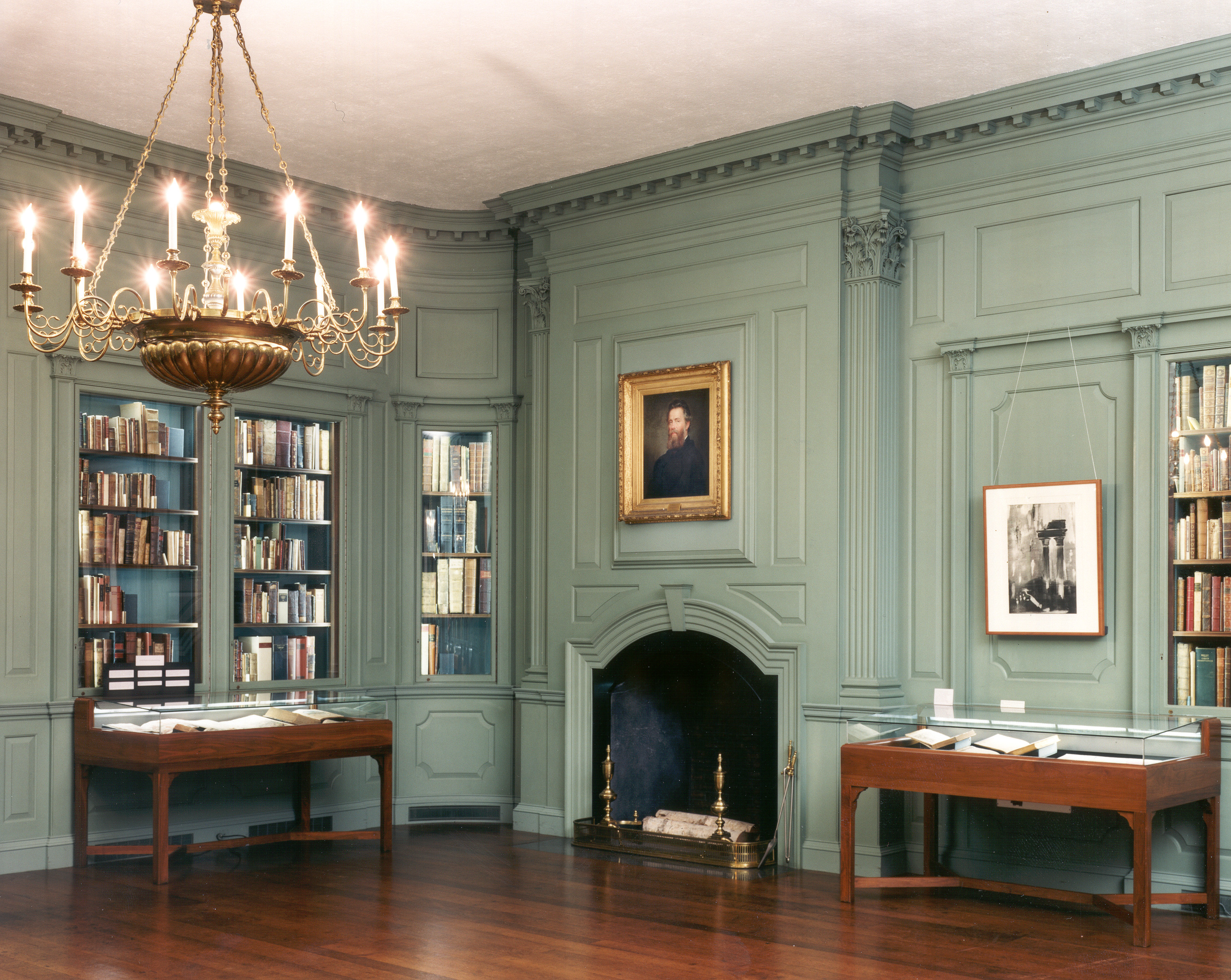
Edison-und-Newman-Raum

Die Houghton Library hat verschiedene kuratorische Hauptabteilungen:
- Modern Books and Manuscripts
- Early Modern Books and Manuscripts
- Harvard Theatre Collection
- Printing & Graphic Arts
- Woodberry Poetry Room
- Harry Elkins Widener Collection